# 打越裕樹
打越 裕樹（うちこし ひろき、1981年10月22日 - ）は、NHKのアナウンサー。

## 人物
茨城県ひたちなか市出身。茨城県立緑岡高等学校を経て、獨協大学法学部を卒業後、2005年（平成17年）4月に入局。
2局目である青森放送局では、青森県地上デジタル放送推進大使を務めた経験がある。

## 担当番組
☆印は現在出演中の番組
山口放送局時代（2005年度 - 2008年度）
- おはよう山口（不定期）
- やまぐち845（不定期）
- ゆうゆうワイド（キャスター）
- 山口県のニュース・中継・リポート

青森放送局時代（2009年度 - 2013年度）
- あっぷるワイド（キャスター：2010年4月 - 2013年3月・2013年7月）[注釈 1]
- NHKニュースあおもり845（不定期）
- NHKニュースあおもり645（不定期）
- NHKニュースおはよう青森（不定期）
- 青森県のニュース

長野放送局時代（2014年度 - 2018年7月）
- イブニング信州（キャスター：2015年3月30日 - 2018年3月30日）
- 信州845（不定期）
- ゆる信ワイド!（不定期・キャスター）
- 長野県のニュース・中継・リポート
- ひるブラ「香り最高!ヒノキ風呂　～長野・南木曽町～」（2017年5月29日）

仙台放送局時代（2018年8月- 2021年度）
- NHKニュースおはよう日本（代理キャスター：4:30 - 6:00）（2018年9月18日 - 21日）
- 旬感☆ゴトーチ!「湯治文化とこけしの里”鳴子温泉”〜宮城 大崎市〜」（2018年10月31日）
- てれまさむね（キャスター：2020年3月30日 - 2021年3月26日）[注釈 2]
- 宮城県・東北地方のニュース
- ニュースてれまさ845（不定期）

東京アナウンス室時代（2022年度 - 2024年度）
- NHKジャーナル（ラジオ第1・司会：2022年4月 - 2024年3月）
- 参議院議員通常選挙開票速報（ラジオ第1・NHK-FM・サブキャスター：2022年7月11日の午前1時以降を担当）
- 第20回統一地方選挙開票速報（ラジオ第1）2023年4月9日（首都圏担当）、4月23日（衆参補欠選挙を含む全国担当）
- NHKニュースおはよう日本 （総合テレビ・平日5時台キャスター、6時台 - 7時台ニュースリーダー：2024年4月15日 - 2025年3月21日）
  - 小野文明、勝呂恭佑との1週間ごとのローテーション
- ニュース・気象情報（午前9時の定時）（2024年4月15日 - 2025年3月21日）
- さわやか自然百景（ナレーション）
  - 「飛騨の湿原」（2024年7月7日）

盛岡放送局時代（2025年度 - ）
- ☆おはよういわて（不定期）
- ✩ニュースいわて845（不定期）
- ☆岩手県のニュース・中継・リポート
- ☆アナウンスグループ統括（2025年7月1日より）
- ☆盛岡放送局制作番組の編集責任者（2025年7月1日より）
- ☆番組統括（2025年7月1日より）
- ☆おばんですいわて（2025年7月1日より編集責任者・小原和樹、黒澤太郎のキャスター代行など）
- ☆緊急報道（盛岡放送局発）